# إليزابيث روجرز
إليزابيث روجرز (بالإنجليزية: Elizabeth Rogers)‏ هي ممثلة أمريكية، ولدت في 18 مايو 1934 في الولايات المتحدة، وتوفيت بنفس المكان في 6 نوفمبر 2004.

## أعمال

### أفلام
- (1982) ضابط ورجل نبيل[3]

## وصلات خارجية
- إليزابيث روجرز على موقع IMDb (الإنجليزية)
- إليزابيث روجرز على موقع ألو سيني (الفرنسية)
- إليزابيث روجرز على موقع أول موفي (الإنجليزية)
- إليزابيث روجرز على موقع قاعدة بيانات الأفلام السويدية (السويدية)
- إليزابيث روجرز على موقع قاعدة بيانات الفيلم (الإنجليزية)
- إليزابيث روجرز على موقع كينوبويسك (الروسية)